# ポスキアーヴォ

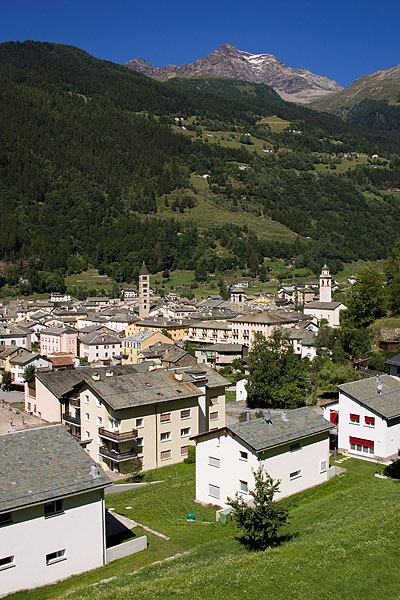

ポスキアーヴォ (Poschiavo) は、スイス南東部、グラウビュンデン州、ヴァル・ポスキアーヴォ（ポスキアーヴォ谷）にある基礎自治体である。
スイス最大級の私鉄、レーティッシュ鉄道のベルニナ線が北のアルプ・グリュム、南のティラーノとの間を結んでいる。ベルニナ・エクスプレス（ベルニナ急行）もポスキアーヴォの駅を発着している。　ポスキアーヴォ谷を含むベルニナ線の沿線は、アルブラ線とともに「レーティッシュ鉄道　アルブラ線／ベルニナ線と周辺の景観」として世界文化遺産に登録されている。
ポスキアーヴォはアルプ・グリュムから標高差約1000mを下った地点にあり、大理石の柱や飾りに見えるだまし絵に彩られた邸宅や文化財に指定されているホテルがある。ポスキアーヴォの南には水力発電の貯水湖、ポスキアーヴォ湖があり、ベルニナ・エクスプレスをはじめとする列車が湖畔沿いに走る。